# Championnat du Cameroun de football 2006
Navigation
Saison précédente Saison suivante
La saison 2006 du Championnat du Cameroun de football était la 46e édition de la première division camerounaise, la MTN Elite 1. Les 16 équipes sont regroupées au sein d'une poule unique où chaque formation rencontre tous ses adversaires 2 fois, à domicile et à l'extérieur. Le championnat repasse de 16 à 18 clubs la saison prochaine : il y a donc 3 relégations directes et 5 promus de D2.
C'est le Cotonsport Garoua, triple champion en titre, qui termine une nouvelle fois en tête du championnat cette année. C'est le 7e titre de champion de son histoire.

## Les 16 clubs participants
| - Cotonsport Garoua - Impôts FC Yaoundé - Promu de D2 - Canon Yaoundé - Union Douala - Espérance Guider - Astres FC - Sable Batié - Kadji Sport Academies | - Aigle royal de la Menoua - Racing Club Bafoussam - Sahel FC - Fovu Baham - Bamboutos Mbouda - Mount Cameroun - Foudre Sportive d'Akonolinga - Federal Sporting FC du Noun - Promu de D2 |

## Compétition

### Classement
Le barème pour établir le classement est le suivant : 
- Victoire : 3 points
- Match nul : 1 point
- Défaite, abandon ou forfait : 0 point

| Rang | Équipe                          | Pts | J  | G  | N  | P  | Bp | Bc | Diff |
| ---- | ------------------------------- | --- | -- | -- | -- | -- | -- | -- | ---- |
| 1    | Cotonsport Garoua (T)           | 53  | 30 | 14 | 11 | 5  | 50 | 22 | +28  |
| 2    | Canon Yaoundé                   | 49  | 30 | 12 | 13 | 5  | 36 | 21 | +15  |
| 3    | Astres FC                       | 47  | 30 | 11 | 14 | 5  | 36 | 24 | +12  |
| 4    | Fovu Baham                      | 45  | 30 | 10 | 15 | 5  | 29 | 17 | +12  |
| 5    | Espérance Guider                | 41  | 30 | 11 | 8  | 11 | 28 | 30 | -2   |
| 6    | Aigle royal de la Menoua        | 40  | 30 | 9  | 13 | 8  | 28 | 35 | -7   |
| 7    | Foudre Sportive d'Akonolinga    | 39  | 30 | 9  | 12 | 9  | 27 | 29 | -2   |
| 8    | Sable Batié                     | 38  | 30 | 8  | 14 | 8  | 27 | 26 | +1   |
| 9    | Sahel FC                        | 38  | 30 | 9  | 11 | 10 | 34 | 39 | -5   |
| 10   | Bamboutos Mbouda                | 38  | 30 | 8  | 14 | 8  | 26 | 28 | -2   |
| 11   | Mount Cameroun                  | 38  | 30 | 7  | 17 | 6  | 28 | 32 | -4   |
| 12   | Union Douala (C)                | 37  | 30 | 8  | 13 | 9  | 23 | 22 | +1   |
| 13   | Fédéral Sporting FC du Noun (P) | 37  | 30 | 8  | 13 | 9  | 29 | 39 | -10  |
| 14   | Impôts FC Yaoundé (P)           | 35  | 30 | 9  | 9  | 12 | 36 | 36 | 0    |
| 15   | Racing Bafoussam                | 27  | 30 | 5  | 12 | 13 | 23 | 32 | -9   |
| 16   | Kadji Sport Academies           | 19  | 30 | 4  | 7  | 19 | 16 | 44 | -28  |

|  | Qualifié pour la Ligue des champions de la CAF 2007 |
|  | Qualifié pour la Coupe de la CAF 2007               |
|  | Relégué en deuxième division                        |

## Bilan de la saison
| Tableau d'Honneur                   |                   |
| Compétition                         | Vainqueur         |
| Championnat du Cameroun de football | Cotonsport Garoua |
| Coupe du Cameroun                   | Union Douala      |

| Qualifications continentales       |                                 |
| Ligue des champions de la CAF 2007 | Qualifiés                       |
| Tour préliminaire                  | Cotonsport Garoua Canon Yaoundé |
| Coupe de la CAF 2007               | Qualifiés                       |
| 1/16 finale                        | Astres FC Union Douala          |

| Promotion et relégation |                                                                                          |
| Relégués en 2e division | Impôts FC Yaoundé Racing Bafoussam Kadji Sport Academies                                 |
| Promus en MTN Elite 1   | FC Inter Lion Ngoma CPS de Bertoua Université Ngaoundéré Cetef Bonabéri Tonnerre Yaoundé |